# Ptolomeo XIII
Ptolomeo XIII Teos Filopátor (Griego: Πτολεμαίος Θεός Φιλοπάτωρ), faraón de la dinastía Ptolemaica de Egipto; gobernó de 51 a 47 a. C.

## Biografía
Hijo de Ptolomeo XII Auletes; cuando apenas contaba diez años de edad, tras morir su padre heredó el trono, conjuntamente con su hermana, la célebre Cleopatra VII, con la que se desposó, bajo la tutoría de Potino. Cleopatra aspiraba a ocupar el poder en solitario, con la ayuda de su primer ministro Dioiketes, siguiendo el ejemplo de su madre y su hermana. 
En el año 48 a. C. el eunuco Potino intentó deponer a Cleopatra, estallando la guerra entre ambos hermanos. En esta situación llegó a Egipto Pompeyo, derrotado por César tras la batalla de Farsalia. Potino, para congraciarse con César y obtener su apoyo en la guerra contra Cleopatra, ordenó asesinar a Pompeyo, quien fue decapitado por soldados romanos que estaban establecidos allí.
Pero César no reaccionó como esperaban Potino y Ptolomeo, e hizo ejecutar al primero, restableciendo a Cleopatra de nuevo como reina, ofreciendo a Ptolomeo la isla de Chipre. Ante esto, Ptolomeo se alzó en armas, y César organizó un ejército de veinte mil hombres para sitiar Alejandría. César venció el cerco, pero el fuego de las naves se extendió a la ciudad, incendiándose gran parte de la Biblioteca de Alejandría. Finalmente derrotado, en su huida se ahogó en el Nilo.

## Titulatura
| Titulatura | Jeroglífico | Transliteración (transcripción) - traducción - (referencias) |

| Q3 · X1 | V4 | E23 · Aa15 | M17 | M17 | S29 |

| Q3 · X1 | V4 | E23 · Aa15 | M17 | M17 | S29 |

| Q3 · X1 | V4 | E23 · Aa15 | M17 | M17 | S29 |

| Q3 · X1 | V4 | E23 · Aa15 | M17 | M17 | S29 |

| Q3 · X1 | V4 | E23 · Aa15 | M17 | M17 | S29 |

| Q3 · X1 | V4 | E23 · Aa15 | M17 | M17 | S29 |

| Q3 · X1 | V4 | E23 · Aa15 | M17 | M17 | S29 |

| Q3 · X1 | V4 | E23 · Aa15 | M17 | M17 | S29 |

| Q3 · X1 | V4 | E23 · Aa15 | M17 | M17 | S29 |

| Q3 · X1 | V4 | E23 · Aa15 | M17 | M17 | S29 |

| Q3 · X1 | V4 | E23 · Aa15 | M17 | M17 | S29 |

| Q3 · X1 | V4 | E23 · Aa15 | M17 | M17 | S29 |

| Q3 · X1 | V4 | E23 · Aa15 | M17 | M17 | S29 |

| Q3 · X1 | V4 | E23 · Aa15 | M17 | M17 | S29 |

| Q3 · X1 | V4 | E23 · Aa15 | M17 | M17 | S29 |

| Q3 · X1 | V4 | E23 · Aa15 | M17 | M17 | S29 |

## Sucesión
| Predecesor: Ptolomeo XII Neo Dioniso Auletes | Faraón de Egipto (Dinastía Ptolemaica) 51 - 47 a. C. como corregente Cleopatra VII Thea Filopátor (51-49 a. C.), y Arsínoe IV (48-47 a. C) enfrentado a Cleopatra VII (49-47 a. C.) | Sucesor: Arsínoe IV Cleopatra VII Thea Filopátor y Ptolomeo XIV Teos Filopátor II |